# DJ Yella
Antoine Carraby (Compton, 11 december 1967) - alias DJ Yella - is een Amerikaans DJ, producent, drummer en regisseur. Hij was samen met Dr. Dre lid van de World Class Wreckin' Cru en stapte samen met hem over naar N.W.A.

## N.W.A
N.W.A. telde vijf leden: MC Ren, Eazy-E, Ice Cube, Dr. Dre en DJ Yella. DJ Yella was weinig te horen op de tracks zelf, want hij hielp vooral Dr. Dre met het produceren en het maken van de beats. De groep ging rond 1990 uit elkaar, omdat Ice Cube de groep met ruzie verliet, waarna Dr. Dre ook opstapte. In 1991 werd de groep opgeheven. DJ Yella bracht in 1996 een solo-album uit, getiteld One Mo Nigga ta Go. Na dit album verdween hij uit de muziekindustrie. Hij richtte zich in plaats daarvan op het regisseren van pornofilms. Yella heeft meer dan 150 films achter zijn naam staan.
Eazy-E · Dr. Dre · Ice Cube · MC Ren · DJ Yella · Arabian Prince
- MusicBrainz: f64f9476-c83b-4b4b-8471-418b05b90703
- Virtual International Authority File: 1505159474072127660525